# 尼克·里维埃拉
尼克·里维埃拉医生（英語：Nick Riviera）是动画片《辛普森一家》中的角色，由汉克·阿扎里亚配音，并在剧集“Bart Gets Hit by a Car”中首次出现。他是一个庸医，但他的收费比较便宜。他的口头禅是“Hi, everybody!”